# Nižný Lánec
Nižný Lánec (bis 1948 slowakisch „Nižný Lánc“; ungarisch Alsólánc) ist eine Gemeinde im Osten der Slowakei mit 471 Einwohnern (Stand 31. Dezember 2024). Sie liegt im Okres Košice-okolie, einem Teil des Košický kraj.

## Geografie
Die Gemeinde befindet sich im Südteil des Talkessels Košická kotlina, etwa 23 Kilometer südwestlich von Košice und drei Kilometer nordöstlich der Grenze zu Ungarn. Das nur vier Kilometer lange und einen Kilometer breite Gemeindegebiet erstreckt sich entlang des Baches Kamský potok, der südlich von Nižný Lánec am Übergang zum Hügelland Bodvianska pahorkatina (ungarisch Cserehát) entspringt, in seinem Lauf einen etwa sechs Hektar großen Stauweiher speist und im Norden der Gemeinde über den Perínský kanal in die Ida, einem Bodva-Nebenfluss, mündet. Das Ortszentrum liegt auf einer Höhe von 197 m n.m. in flachem, von zahlreichen kleinen Entwässerungsgräben durchzogenem Gelände. Südlich des Ortskerns erreicht die Erhebung Pustý vinohrad eine Höhe von 301 m über dem Meer.
Nachbargemeinden von Nižný Lánec sind Veľká Ida im Norden, Perín-Chym mit dem Ortsteil Vyšný Lánec im Osten sowie Buzica im Süden und Westen.

## Geschichte
Im Jahr 1268 wurde das Dorf erstmals schriftlich erwähnt, eine Quelle aus dem Jahr 1298 bezeugt ein Dorf namens Lanch, aus dem später das ungarische Lánc bzw. das slowakische Lanec wurde.
Nach der Zerstörung durch türkische Scharen erholte sich das Dorf nur langsam. 1772 zählte man zehn Familien, 1828 hatte das Dorf bereits 36 Häuser mit 259 Einwohnern.
1910 lebten im Dorf 269 Bewohner, davon 265 Ungarn, drei Slowaken und ein Deutscher. Bis 1918 gehörte Nižný Lánec / Alsólánc wie alle im Komitat Abaúj-Torna liegenden und mehrheitlich ungarischsprachigen Orte zum Königreich Ungarn und kamen danach zur Tschechoslowakei. Nach dem Ersten Wiener Schiedsspruch lagen sie von 1938 bis 1945 noch einmal in Ungarn.

## Bevölkerung
| Jahr                | 1994 | 2004    | 2014    | 2024    |
| ------------------- | ---- | ------- | ------- | ------- |
| Anzahl der Personen | 394  | 417     | 443     | 471     |
| Unterschied         |      | +5,83 % | +6,23 % | +6,32 % |

| Jahr                | 2023 | 2024    |
| ------------------- | ---- | ------- |
| Anzahl der Personen | 469  | 471     |
| Unterschied         |      | +0,42 % |

Nach den Ergebnissen der Volkszählung 2001 lebten in Nižný Lánec 405 Einwohner, davon
- 51,36 % Ungarn,
- 24,94 % Roma,
- 11,85 % Slowaken,
- 0,49 % Ukrainer.

11,36 % der bei der Zählung erfassten Einwohner machten keine Angaben.
40 % der Bewohner bekannten sich zur römisch-katholischen Kirche.

## Sehenswürdigkeiten
- Römisch-katholische Peter- und Pauls-Kirche (Rímskokatolícky kostol svätých Petra a Pavla)
- Das ehemalige Herrenhaus mit klassizistischer Fassade, einer Kapelle und angrenzenden Wirtschaftsgebäuden wurde im frühen 19. Jahrhundert errichtet. Nach dem Tod des Besitzers, der keine Erben hinterließ, kam das Herrenhaus in den Besitz der Gemeinde. Nach 1945 wurde das Gelände als Getreidespeicher genutzt, nach Renovierungsarbeiten in den 1960er Jahren dient es bis heute als Sitz des Gemeindeamtes und als Kulturhaus.

|  |

## Wirtschaft und Infrastruktur
Die Gemeinde hat ihren ländlichen Charakter bewahrt. Die Bewohner arbeiten in der Landwirtschaft oder pendeln in die Industriebetriebe in und um Košice. Im Dorf gibt es ein Lebensmittelgeschäft sowie eine kleine Apotheke.
Durch das Gemeindegebiet verläuft die Landstraße von Kechnec nach Rešica. Von der Nachbargemeinde Buzica aus führen Straßen in die Städte Moldava nad Bodvou und Košice. Der nächstgelegene Bahnhof befindet sich in Čečejovce an der Bahnstrecke Košice-Barca–Rožňava in acht Kilometern Entfernung.